# Bruce DeMars

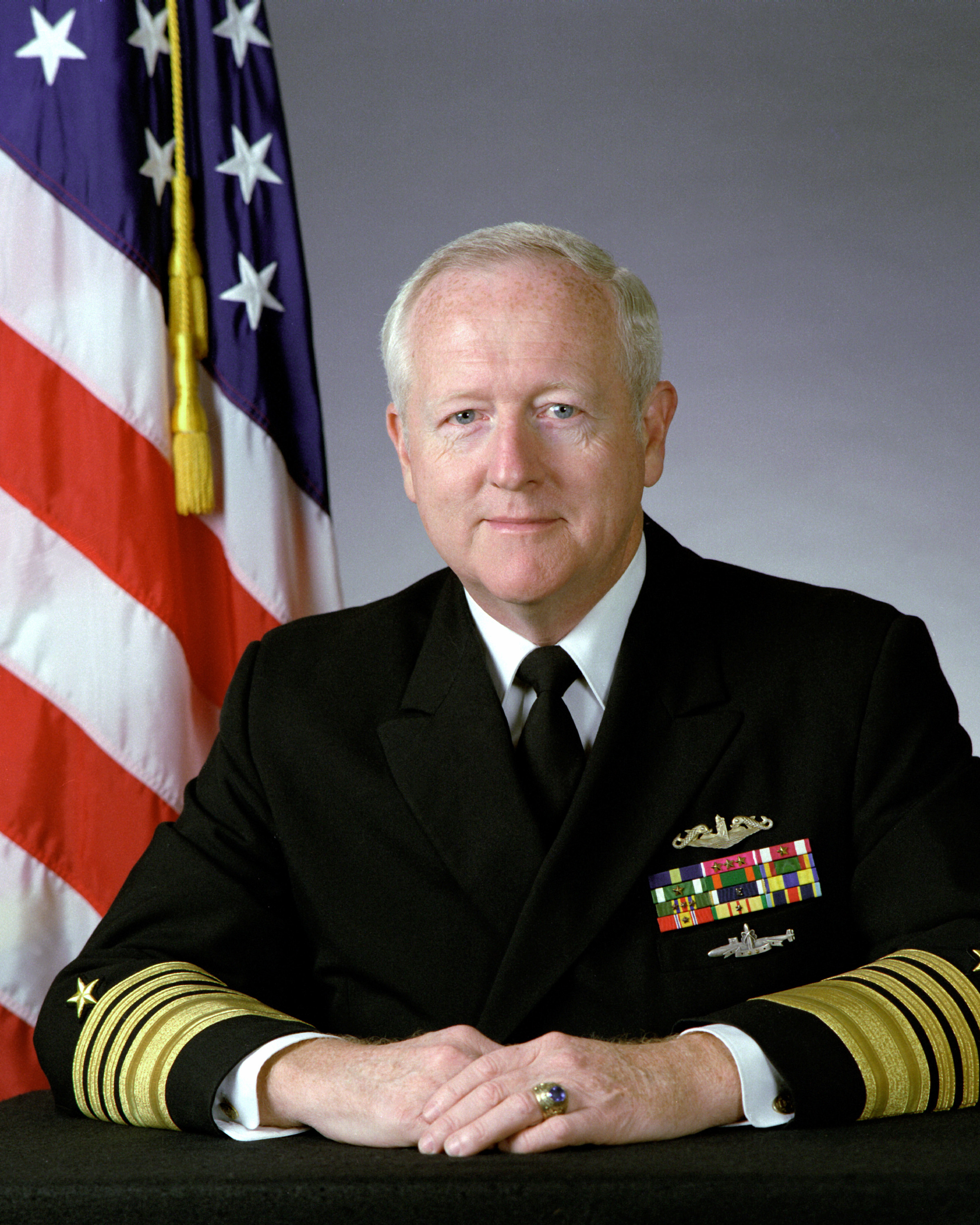
Admiral Bruce DeMars (1988)

Bruce DeMars (* 3. Juni 1935 in Chicago, Illinois; † 3. Februar 2024 in Alexandria, Virginia) war ein Admiral der US Navy, der zuletzt zwischen 1988 und 1996 Direktor der für das Kernenergieprogramm der US Navy verantwortlichen Regierungsbehörde Naval Reactors war.

## Leben

### Ausbildung zum Marineoffizier und U-Boot-Offizier
DeMars begann nach dem Schulbesuch 1953 seine Offiziersausbildung an der US Naval Academy in Annapolis, die er 1957 mit einem Bachelor of Science (B.S. Naval Science) abschloss. Im Anschluss folgten Verwendungen als Offizier auf den zur Haskell-Klasse gehörenden Angriffstransportschiffen USS Telfair und USS Okanogan sowie zwischen 1958 und 1959 eine weitere Ausbildung an der U-Boot-Schule. Danach war er Offizier auf dem zur Balao-Klasse gehörenden U-Boot USS Capitaine, ehe er nach einem Interview mit Admiral Hyman Rickover 1960 eine Zusatzausbildung an der Kernenergieschule (Nuclear Power School) auf dem Marinestützpunkt Mare Island Naval Shipyard sowie im Nuklearen Prototypreaktor in West Milton absolvierte. Danach gehörte er von 1961 bis 1962 zu der ausgewählten ersten Besatzung des mit ballistischen Raketen ausgestatteten ersten Atom-U-Bootes USS George Washington und war danach zwischen 1962 und 1964 selbst Dozent an der Nuclear Power School in Mare Island. Anschließend folgte von 1964 bis 1966 eine Verwendung auf dem zur Skipjack-Klasse gehörenden Atom-U-Boot USS Snook, mit er an besonderen nachrichtendienstlichen Operationen gegen die Sowjetunion teilnahm.
Nachdem DeMars zwischen 1966 und 1967 das Armed Forces Staff College (AFSC) in Norfolk besucht hatte, war er von 1967 bis 1969 Erster Offizier auf dem zur Sturgeon-Klasse gehörenden Atom-U-Jagdboot Sturgeon. Im Anschluss unterrichtete er zwischen 1969 und 1971 als Dozent an der U-Boot-Schule und besuchte daraufhin einen Lehrgang für kommandierende Offiziere. Er war als Fregattenkapitän (Commander) vom 9. Februar 1973 bis zum 28. Dezember 1974 erster Kommandant (Commanding Officer) des neu in Dienst gestellten und ebenfalls zur Sturgeon-Klasse gehörenden U-Bootes Cavalla Danach war er zwischen Januar und April 1975 stellvertretender Kommandeur des 10. U-Boot-Geschwaders (Submarine Squadron Ten) und erlitt dort während eines Einsatzes einen Rippenbruch, als er von einem U-Boot zu einem Hubschrauber abgeseilt wurde.
Nachdem er seinen Dienst wieder angetreten hatte, war von 1975 bis 1978 zunächst Offizier und anschließend Leitender Offizier im Untersuchungsausschuss für das Kernenergieprogramm in der US-Atlantikflotte (US Atlantic Fleet). Daraufhin fungierte er zwischen 1978 und 1979 als Kommandeur des 12. U-Boot-Geschwaders (Submarine Squadron 12) sowie zwischen 1979 als stellvertretender Leiter des U-Jagd-Referats (OP-22B) im Operationsstab der Marine.

### Aufstieg zum Admiral und Wirtschaftsmanager
Nach seiner Beförderung zum Konteradmiral (Rear-Admiral) wurde DeMars 1981 Kommandeur der US-Marineverbände in den Marianen und Guam (Joint Region Marianas / Naval Base Guam), Oberkommandierender, Pazifischer Repräsentant für Guam und die US-Treuhandgebiete im Pazifischen Ozean. Daraufhin war er zwischen 1983 und 1985 stellvertretender Leiter der Abteilung Unterseekriegsführung (OP-02) sowie von 1985 bis 1988 als Vizeadmiral (Vice-Admiral) stellvertretender Chef für Marineoperationen (Deputy Chief of Naval Operations) und Leiter der Abteilung Unterseekriegsführung.
Zuletzt wurde DeMars 1988 zum Admiral befördert und Nachfolger von Admiral Kinnaird R. McKee Direktor von Naval Reactors, der für das Kernenergieprogramm der US Navy verantwortlichen Regierungsbehörde. Die Behörde ist beim Marineministerium im Naval Sea Systems Command (NAVSEA) angesiedelt, und zusätzlich noch direkt dem Chief of Naval Operations und Energieministerium unterstellt. Diesen Posten bekleidete er acht Jahre lang bis zu seinem Eintritt in den Ruhestand am 1. Oktober 1996, woraufhin er durch Admiral Frank „Skip“ Bowman abgelöst wurde.
Nach seinem Ausscheiden aus dem aktiven Militärdienst wechselte DeMars in die Wirtschaft und war zwischen 1996 und 2000 Mitglied der Aufsichtsräte des Technologieunternehmens UNICOM Global sowie seit 1997 des Offshore-Dienstleisters McDermott International. Gleichzeitig war er von 1998 bis 2001 Chief Executive Officer der Non-Proliferation Trust und zugleich Partner der Trident Merchant Group. Des Weiteren wurde er 2000 Aufsichtsratsmitglied des Energieversorgungsunternehmens Exelon, 2001 Partner von RSD LLC sowie 2004 Aufsichtsratsmitglied des Nuklearmaterialunternehmens Duratek.

### Auszeichnungen
Auswahl der Dekorationen, sortiert in Anlehnung der Order of Precedence of the Military Awards:
- Navy Distinguished Service Medal
- Legion of Merit (4 ×)